# Фітогормони

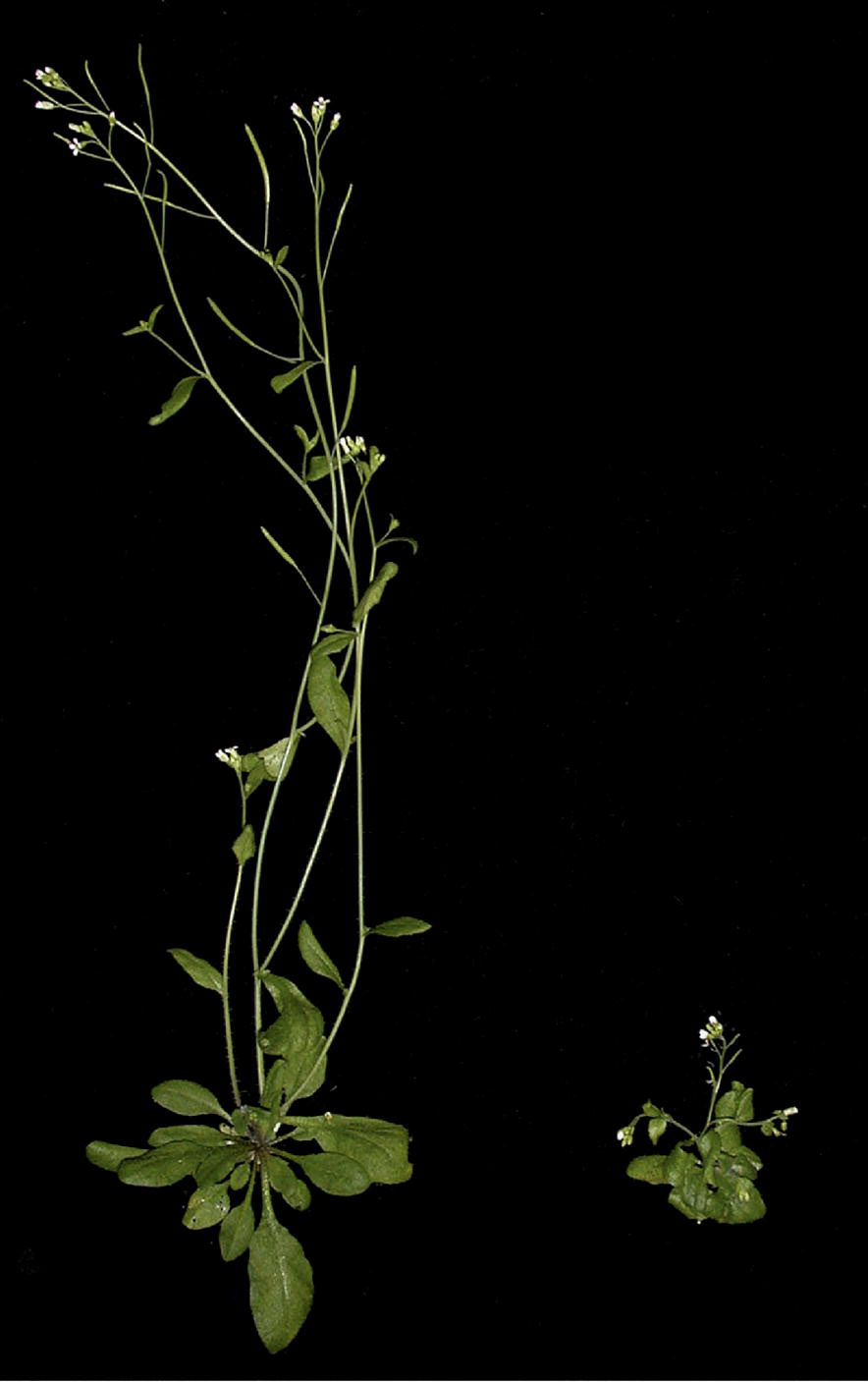
Ефект відсутності фітогормону ауксину (праворуч)

Фітогормони — хімічні речовини, що виробляються в рослинах і регулюють їх ріст та розвиток. Утворюються головним чином в тканинах, що активно ростуть, на верхівках коренів і стебел. До фітогормонів звичайно відносять ауксини, гібереліни і цитокініни, а іноді і інгібітори росту, наприклад абсцизову кислоту. На відміну від тваринних гормонів, фітогормони менш специфічні і часто діють в тій же ділянці рослини, де утворюються. Багато синтетичних речовин володіють такою ж дією, як природні фітогормони.
Фітогормони (гормони рослин) — органічні речовини невеликої молекулярної маси, утворюються в малих кількостях в одних частинах багатоклітинних рослин і діють на інші їх частини як регулятори і координатори росту і розвитку. Гормони з’являються у складних багатоклітинних організмів, у тому числі рослин, як спеціалізовані регуляторні молекули для здійснення найважливіших фізіологічних програм, що вимагають координованої роботи різних клітин, тканин і органів, нерідко значно віддалених один від одного. Фітогормони здійснюють біохімічну регуляцію — найважливішу систему регуляції онтогенезу у багатоклітинних рослин. В порівнянні з гормонами тварин специфічність фітогормонів виражена слабше, а діючі концентрації, як правило, вищі. На відміну від тварин, у рослин немає спеціалізованих органів (залоз), що виробляють гормони.
Відомі 5 основних груп фітогормонів, широко поширених не тільки серед вищих, але і нижчих багатоклітинних рослин. Це ауксини, гібереліни, цитокініни, абсцизини і етилен. Кожна група фітогормонів проводить свою характерну дію, схожу у рослин різних видів. Крім п'яти «класичних» фітогормонів, для рослин відомі інші ендогенні речовини, у ряді випадків діючі подібно фітогормонам. Це ліпосахарини, олігосахарини, жасмонова кислота, саліцилова кислота, пептиди, поліаміни, карікіни, стриголактони, а також фенолові інгібітори росту. Разом з фітогормонами їх позначають загальним терміном «природні регулятори росту рослин».

## Історія дослідження фітогормонів
Експериментальне дослідження фітогормонів почалося задовго до того, як був запропонований сам термін «гормони» (У. М. Бейліс і Е. Р. Старлінг, 1905). В 1880 Ч. Дарвін в книзі «Про здатність рослин до руху» описав досліди по вивченню згинання проростків злаків у напрямку до світла. Було встановлено, що світло сприймається тільки самою верхівкою колеоптиля, тоді як вигин відбувається в нижчележачій зоні, яка сама по собі нечутлива до світла. Дарвін припустив, що якийсь хімічний стимул переміщається з верхівки до еффекторної зони, викликаючи в ній характерний вигин рослини. Подальші дослідження знайденого феномена привели в 1931-34 роках до відкриття і встановлення хімічної структури основного ауксину рослин — індолілоцтової кислоти (ІОК)[1].
Проте набагато раніше була визначена хімічна природа іншого фітогормона: ще в 1901 в своїх дослідах на проростках гороху в Санкт-Петербурзькому університеті Д. Н. Нелюбов показав, що газ етилен в надзвичайно низьких концентраціях порушує нормальний ріст рослин. До 1930 був встановлений широкий спектр впливів етилену на рослини. В 1934 Р. Гейном (США) було остаточно доведене, що етилен синтезується самою рослиною і регулює багато важливих фізіологічних реакцій, тобто відповідає всім критеріям фітогормона.
У середині 1930-х років ученими з Токійського університету (Т. Ябута і ін.) з паразитичного гриба Gibberella, ураження яким викликало надмірне витягання проростків рису, були виділені перші гібереліни структура одного з них (гіберелової кислоти) була повністю розшифрована англійським вченим Б.Кроссом в 1954. Незабаром гібереліни були знайдені і у складі рослин. В 1955 в США Ф. Скугом і ін. з автоклавованого препарату ДНК сперми оселедця був виділений і охарактеризований чинник, сильно стимулюючий поділ рослинних клітин в культурі, названий кінетином. В 1963 австралійський вчений Д. Лейтем виділив природний аналог кінетина з незрілих зернівок кукурудзи (Zea), названий ним зеатином. Згодом були знайдені інші аналоги кінетина з схожою фізіологічною активністю, що отримали загальну назву цитокініни. Відкриттям абсцизинів і їх головного представника — абсцизової кислоти — завершилося тривале дослідження природних інгібіторів росту рослин (Ф. Уоринг і ін.). Структура абсцизової кислоти була передбачена Д. Окумою, Ф. Едикоттом і ін. (США) і підтверджена прямим синтезом англійським вченим Дж. Корнфорт в 1965 році . В Росії теорія фітогормонів отримала сильну підтримку в 1936-37 рр. завдяки роботам М. Х. Чайлахяна в Інституті фізіології рослин (Москва) і висунутої їм концепції гормону флоригена, що викликає зацвітання рослин.

## Дія фітогормонів
- Ауксини — речовини, що утворюються в рослинах в дуже малих кількостях і мають високу фізіологічну активність.

Ауксини відіграють в житті рослин велику роль, впливаючи на процеси обміну речовин, що лежать в основі росту й розвитку; їх називають «гормонами росту» або «фітогормонами».
Ауксини нагромаджуються в ростучих частинах рослин і сприяють надходженню в них поживних речовин та води. Найбільш вивченим ауксином, який одержано також синтетичним шляхом, є гетероауксин (індол-3-оцтова кислота C10H9O2N). Гетероауксин та його хімічні аналоги застосовують в рослинництві для посилення коренеутворення у живців деревних порід, для обробки коріння дорослих дерев і чагарників при їх пересаджуванні, для одержання плодів без насіння, для запобігання опаданню зав'язей і плодів тощо.
- Гібереліни — клас речовин, подібних до органічних кислот. Відносяться до гормонів рослин (фітогормонів). Стимулюють ріст і розвиток рослин, сприяють проростанню насіння. За хімічною природою — дітерпенові поліциклічні кислоти, які відносяться до карбонових кислот. Основною структурою гіберелінів вважають гіберелін ГК9; інші гібереліни розглядаються як його похідні. Відомо понад 100 гіберелінів. Вони вказуються під шифром ГК. Наприклад, гіберелова кислота — ГК3, що є найактивнішою.
- Цитокініни беруть участь у багатьох фізіологічних процесах рослин, регулюють ділення клітин, морфогенез пагона і кореня, дозрівання хлоропластів, лінійний ріст клітини, утворення додаткових бруньок і старіння. Співвідношення ауксинів та цитокінінів є ключовим чинником поділу клітин і диференціювання тканин рослини.

У той час, як ефект цитокінінів на судинні рослини є плейотропним, цитокініни викликають зміни інтенсивності росту протонеми у мохів. Утворення бруньок можна вважати варіантом диференціювання клітин і цей процес є дуже специфічним ефектом цитокінінів.
Цитокініни сприяють синтезу нової ДНК в клітині і контролюють S-фазу клітинного циклу у рослинних клітин. Цікаво, що аденін разом із замінниками, схожими на замісник цитокінінів, входять до складу деяких РНК. Більш того, якщо брати синтетичні аналоги цитокінінів (наприклад, бензиламінопурин), то незвичайний замісник (бензил) з'являється в тих же самих РНК у того ж самого аденіну. Експерименти з міченими атомами показують, що цитокініни безпосередньо не вбудовується в молекулу РНК цілком. Відбувається лише "перекидання" замісника з молекули цитокініну на молекулу РНК.
Цитокініни виявилися багато в чому схожими на першу з відомих груп рослинних гормонів - на ауксини, проте були й істотні відмінності. Головне у цитокінінів — зовсім інша точка синтезу. Якщо ауксини синтезуються в апексі пагона, то цитокініни біохімічний "маркер" кінчика кореня. Ауксин транспортується по рослині зверху вниз і активно, а цитокініни — навпаки.
- Абсцизова кислота (лат. abscissus — переривати) — рослинний гормон, що індукує період спокою в бруньках і підтримує його в насінні. Може чинити вплив на геотропізм коріння, замикання продихів і ряду інших процесів. Молекулярна формула — C15H20O4

Після відкриття гормонів стимуляторів росту, фізіологи припустили існування гормонів-інгібіторів. У 1949 році встановлено, що бруньки ясеня і картоплі у період спокою містять велику кількість інгібіторів росту, які блокують дію ауксину на колеоптилі вівса. При порушенні спокою бруньок, вміст інгібітора зменшувався. Подібні інгібітори стали називати дормінами.
- Етилен — відповідає за обпадання листя і дозрівання плодів